# Sintez Kazan
El Sintez Kazan es un club ruso de waterpolo con sede en la ciudad de Kazán.

## Historia
El club fue fundado en 1974.
Entre los jugadores importantes que militan en sus filas está Dejan Savic.

## Palmarés
- 4 veces campeón de la liga de Rusia de waterpolo masculino (2006-07, 2019-20, 2020-21, 2021-22)
- 4 veces campeón de la copa de Rusia de waterpolo masculino (2005, 2010, 2021, 2022)
- 1 vez campeón de la Copa LEN de waterpolo masculino (2006-07)[2]